# Uoshima-Inseln
Die Uoshima-Inseln (jap. 魚島群島, Uoshima-guntō) sind eine japanische Inselgruppe in der zentralen Seto-Inlandsee. Südlich befindet sich Meeresregion Hiuchi-nada und nördlich Bingo-nada mit den Hashirijima-Inseln im Nordosten und den Geiyo-Inseln im Nordwesten.
Auf den Uoshima-Inseln wurden Keramiken aus der Yayoi-Zeit (5. Jhd. v. Chr. bis 3. Jhd. n. Chr.) gefunden, die bereits auf eine Besiedlung zu dieser Epoche schließen lassen und für das 5./6. Jahrhundert sind Spuren religiöser Zeremonien nachweisbar. Während der Muromachi-Zeit waren sie ein Stützpunkt der Marine der Murakami-Familie (Murakami Suigun) und dienten in der Edo-Zeit wegen ihrer abgeschiedenen Lage als Verbannungsort.
Die Inselgruppe gehört zum Ortsteil Uoshima, der im Oktober 2004 nach Kamijima im Landkreis Ochi (越智), Präfektur Ehime eingemeindet wurde.

## Inseln
Die Inselgruppe besteht aus folgenden Inseln:
| Name            | japanisch | Fläche [km²] | Höhe [m] | Einwohner (2010) | Koordinaten                   |
| --------------- | --------- | ------------ | -------- | ---------------- | ----------------------------- |
| Uoshima         | 魚島      | 1,37         | 169,5    | 190              | 34° 10′ 36″ N, 133° 19′ 10″ O |
| Takaikami-shima | 高井神島  | 1,34         | 256,9    | 38               | 34° 11′ 23″ N, 133° 16′ 14″ O |
| Enoshima        | 江ノ島    | 0,53         | 130,1    | —                | 34° 10′ 6″ N, 133° 21′ 45″ O  |
| Hyōtan-jima     | 瓢箪島    | 0,02         | 73,0     | —                | 34° 9′ 59″ N, 133° 19′ 8″ O   |

Daneben befindet sich südlich vor der Küste Enoshimas der Felsen Yoshida-iso (吉田磯; 34° 9′ 44″ N, 133° 21′ 48″ O) und nördlich vor der Küste Uoshimas das mit einem Wellenbrecher verbundene Eiland Kojima (小島; 34° 10′ 56″ N, 133° 18′ 59″ O).